# Грецька поліція
Грецька поліція (грец. Ελληνική Αστυνομία, скорочення ΕΛ.ΑΣ.) — національна поліція Греції. Створена 1984 року відповідно до Закону Грецької Республіки 1481/1-10-1984 (Урядовий вісник 152 A) в результаті злиття жандармерії (Χωροφυλακή, «Хорофілакі́») і міської поліції (Αστυνομία Πόλεων, «Астіномі́а По́леон»).

## Основні завдання
Відповідно до Закону 2800/2000, Грецька поліція є органом забезпечення безпеки громадян, який має на меті:
- забезпечення миру і правопорядку, а також безперешкодного громадянського соціального розвитку. Для здійснення цієї місії виконує загальні поліцейські обов'язки і забезпечує безпеку дорожнього руху;
- попередження і боротьба зі злочинністю, а також захист держави та її демократичної форми правління в межах, визначених Конституцією Греції. Здійснення цієї місії охоплює реалізацію державної політики та державної безпеки.

## Структура
Чинний голова грецької поліції — Елефтеріос Іконому. Відомство управляється Міністр захисту громадян (Греція)|Міністерством захисту громадян, чинний міністр — Христос Папуціс. До штату грецької поліції входять офіцери, цивільні, прикордонна служба та спеціальні поліцейські підрозділи.

### Спеціальні поліцейські підрозділи
- Спеціальний підрозділ із боротьби з насильницькими злочинами (грец. Δ.Α.Ε.Ε.Β. - Διεύθυνση Αντιμετώπισης Ειδικών Εγκλημάτων Βίας)
- Відділ криміналістики (грец. Δ.Ε.Ε. - Διεύθυνση Εγκληματολογικών Ερευνών)
- Відділ внутрішніх справ (грец. Δ.Ε.Υ. - Διεύθυνση Εσωτερικών Υποθέσεων)
- Відділ міжнародного поліцейського співробітництва (грец. Δ.Δ.Α.Σ. - Διεύθυνση Διεθνούς Αστυνομικής Συνεργασίας)
- Informatics Division (грец. Διεύθυνση Πληροφορικής)
- Спеціальний антитерористичний підрозділ (грец. E.K.A.M. - Ειδική Κατασταλτική Αντιτρομοκρατική Μονάδα)
- Департамент знешкодження вибухових пристроїв (грец. Τ.Ε.Ε.Μ. - Τμήμα Εξουδετέρωσης Εκρηκτικών Μηχανισμών)
- Служба ВПС грецької поліції (грец. Υ.Ε.Μ.Ε.Α. - Υπηρεσία Εναερίων Μέσων Ελληνικής Αστυνομίας)
- Мотоциклетні поліцейські команди (грец. ΔΙ.ΑΣ. - Ομάδες Δίκυκλης Αστυνόμευσης)
- Група оперативного реагування (грец. Δ.ΕΛ.Τ.Α. - Δύναμη ΕΛέγχου Ταχείας Αντιμετώπισης)
- Спеціальна охорона (грец. Ειδικοί Φρουροί)
- Прикордонна служба (грец. Συνοριοφύλακες)
- Загони з відновлення громадського порядку (для приборкання масових заворушень) (грец. M.A.T. - Μονάδες Αποκατάστασης Τάξης)
- Кінологічні служба (грец. Ομάδα Αστυνομικών Σκύλων)

## Військові звання
| Αντιστράτηγος Генерал-лейтенант | Υποστράτηγος Генерал-майор | Ταξίαρχος Бригадний генерал | Αστυνομικός Διευθυντής Директор поліції | Αστυνομικός Заступник директора поліції | Αστυνόμος Α' Перший астіномос (голова відділку) | Αστυνόμος Β' Другий астіномос | Υπαστυνόμος Α' Заступник Першого астіномоса | Υπαστυνόμος B' Заступник Другого астіномоса |
|                                 |                            |                             |                                         |                                         |                                                 |                               |                                             |                                             |

| Ανθυπαστυνόμος Антипастиномос | Αρχιφύλακας Слідчий (підвищений в рангу після завершення академії) | Αρχιφύλακας Слідчий (від 15 років служби) | Αρχιφύλακας Дізнавач (від 16 років служби) | Υπαρχιφύλακας Слідчий (від 10 років служби) | Υπαρχιφύλακας Дізнавач (від 12 років служби) |
|                               |                                                                    |                                           |                                            |                                             |                                              |

## Галерея

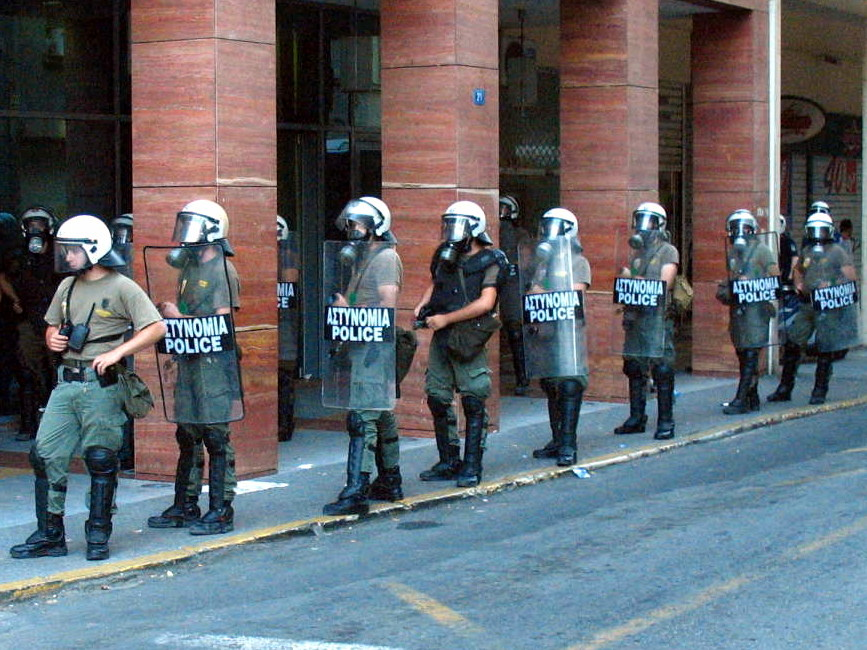
Загін з відновлення громадського порядку
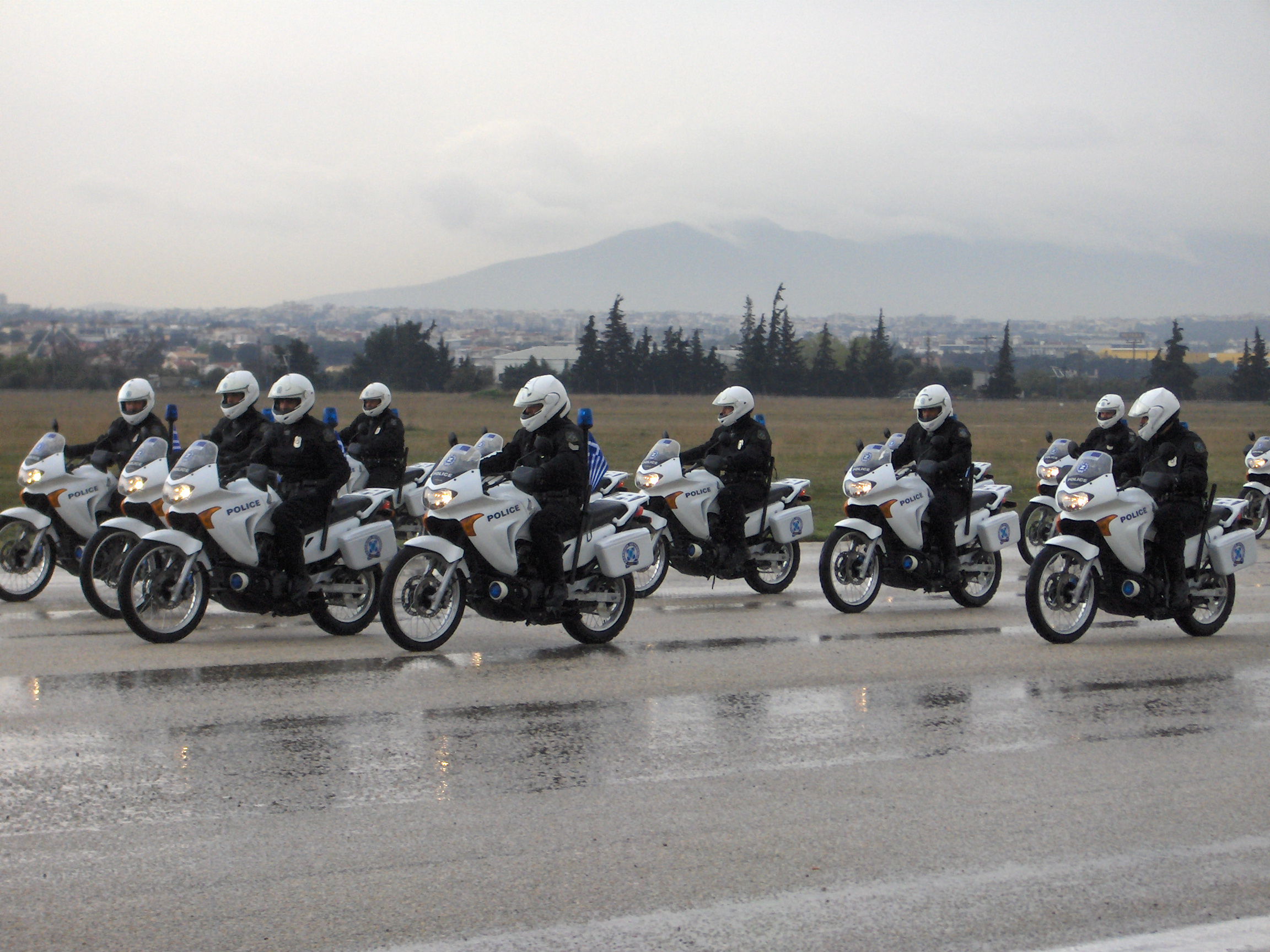
Мотоциклетна поліцейська команда
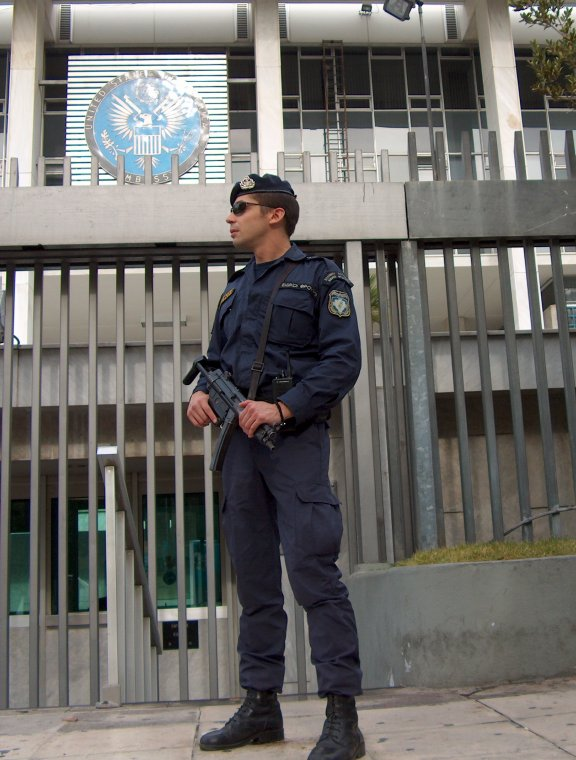
Співробітник спеціальної охорони
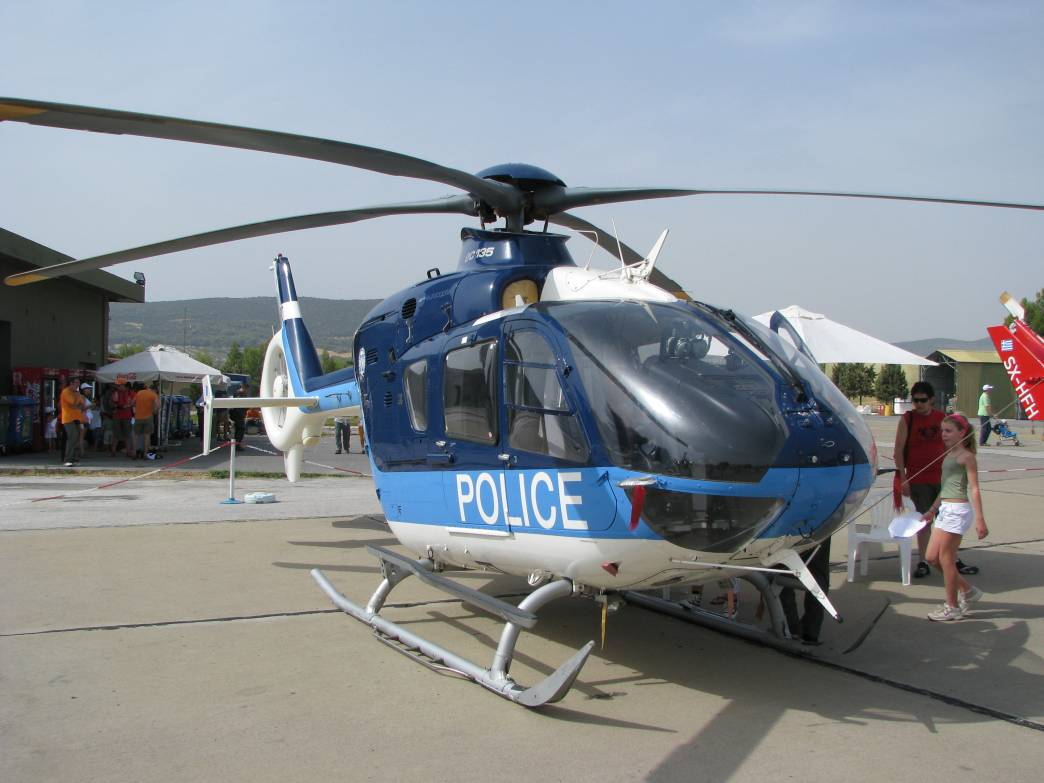
Гелікоптер грецької поліції
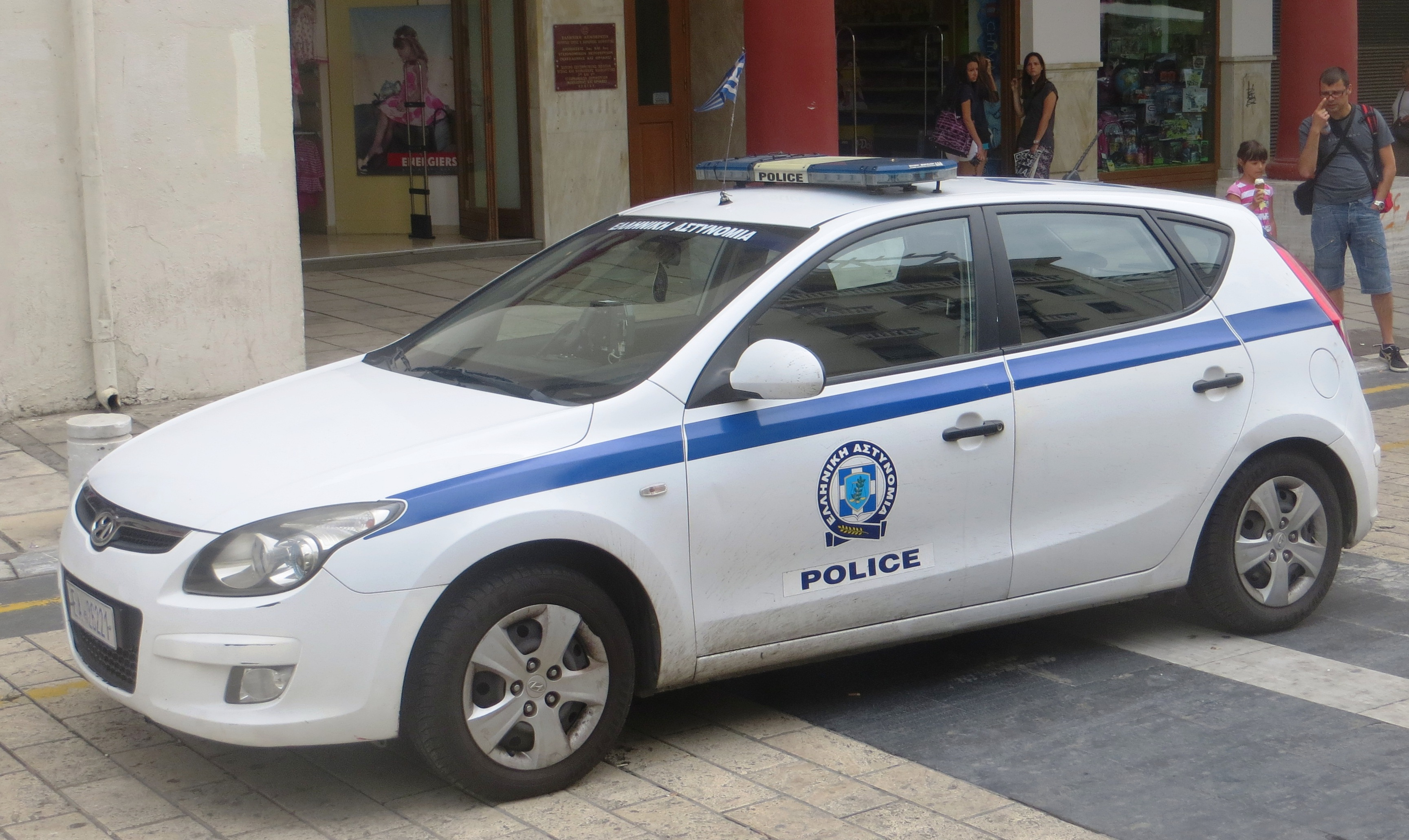
Автомобіль грецької поліції
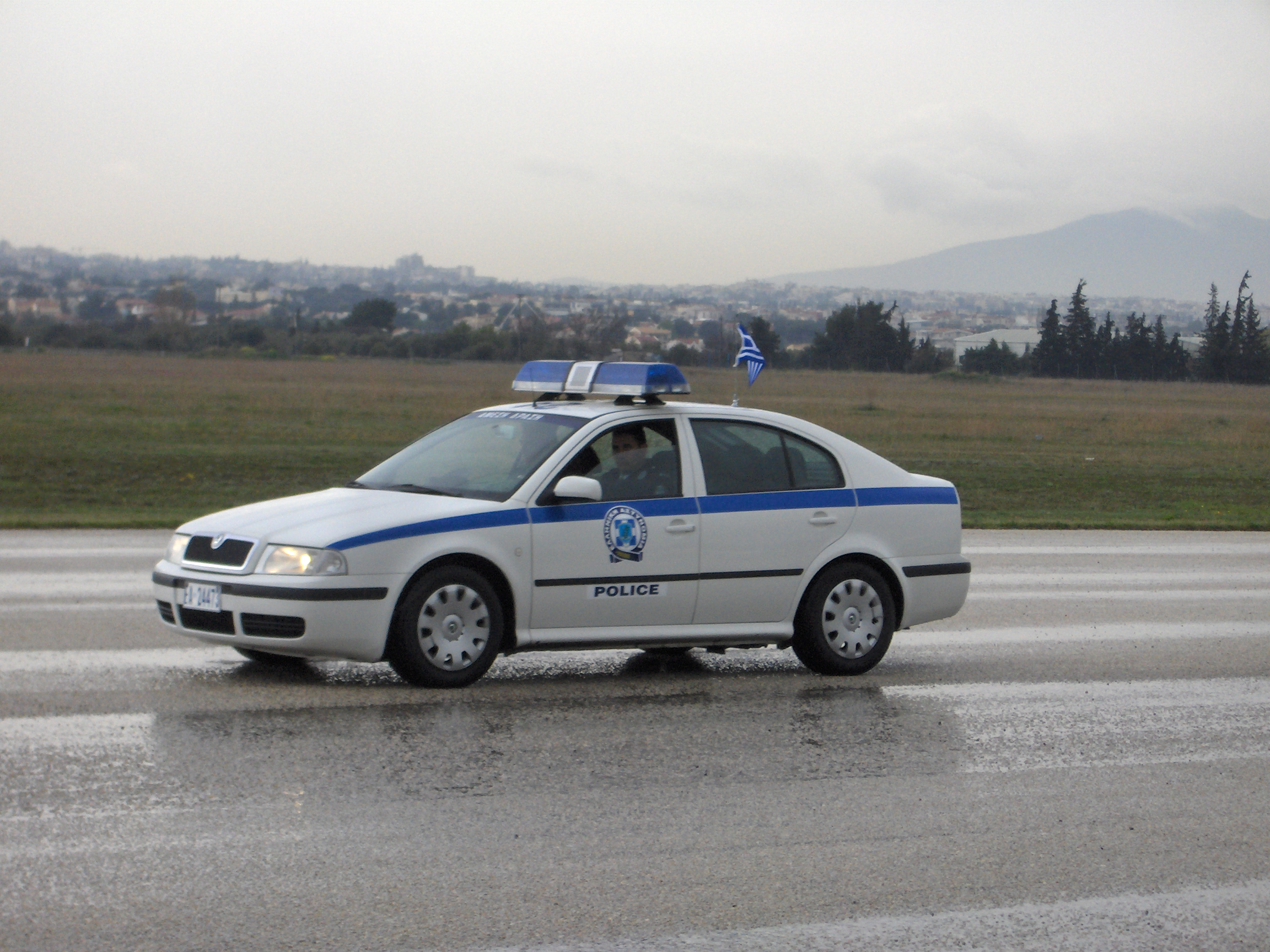
Автомобіль грецької поліції
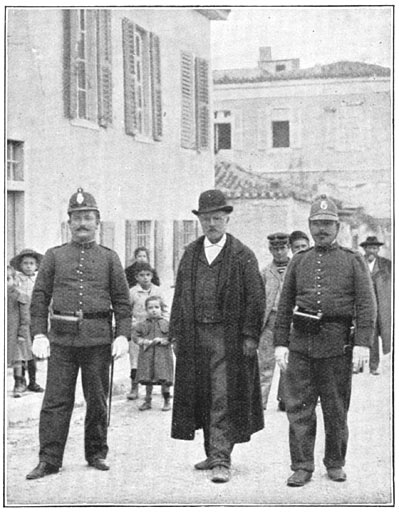
Грецька поліція в міжвоєнний час